# Мужская сборная Гамбии по баскетболу 3×3
Мужская сборная Гамбии по баскетболу 3×3 представляет Гамбию на международных соревнованиях по баскетболу 3×3. Управляющим органом является Федерация баскетбола Гамбии (англ. Gambia Basketball Federation).
По состоянию на 18 сентября 2024, мужская сборная Гамбии по баскетболу 3×3 занимает 186-е место в мировом рейтинге ФИБА мужских сборных по баскетболу 3×3.

## Результаты выступлений
| Турнир           | Золото | Серебро | Бронза | Всего |
| ---------------- | ------ | ------- | ------ | ----- |
| Чемпионат Африки | —      | —       | —      | '—    |
| Итого            | —      | —       | —      | —     |

### Чемпионат Африки
| Год        | Место          | Игры           | Победы         | Поражения      | Состав команды                                |
| ---------- | -------------- | -------------- | -------------- | -------------- | --------------------------------------------- |
| Ломе 2017  | 12             | 2              | 0              | 2              | Abdoulie B Jarju, Aliou Nyan, Alieu Touray, — |
| 2018—н. в. | не участвовали | не участвовали | не участвовали | не участвовали | не участвовали                                |